# Sphaeroma serratum
Sphaeroma serratum — морські Ізоподи, що мешкають серед водної рослинності та на каміннях вздовж берегів Європи, на літоралі. Зустрічається також у Чорному морі.
Вид вважається одним із біомаркерів забруднення морського середовища важкими металами.